# Solothurn (kanton)
Solothurn är en kanton i nordvästra Schweiz.

## Indelning och organ
Kantonens huvudort är Solothurn. Här sitter kantonens parlament (kantonsrådet, Kantonsrat), regering (regeringsrådet, Regierungsrat) och högsta domstol (Obergericht). Såväl kantonsråden som regeringsråden väljs direkt i allmänna val.
Kantonsområdet indelas sedan länge i fem amt (Amtei) och tio distrikt (Bezirk). Amtsindelningen används av domstolsväsendet och vissa decentrala förvaltningsfunktioner. Amten fungerar även som valkretsar vid val till kantonsrådet. 
Varje amt består av två distrikt, men distrikten används numera endast i statistiska sammanhang. 
Amten och distrikten är:
- Bucheggberg-Wasseramt
  - Bucheggberg
  - Wasseramt
- Dorneck-Thierstein, ibland kallat Schwarzbubenland
  - Dorneck
  - Thierstein
- Olten-Gösgen
  - Gösgen
  - Olten
- Solothurn-Lebern
  - Lebern
  - Solothurn
- Thal-Gäu
  - Gäu
  - Thal

Solothurn är även indelat i 107 kommuner. Se Lista över kommuner i kantonen Solothurn.

## Geografi

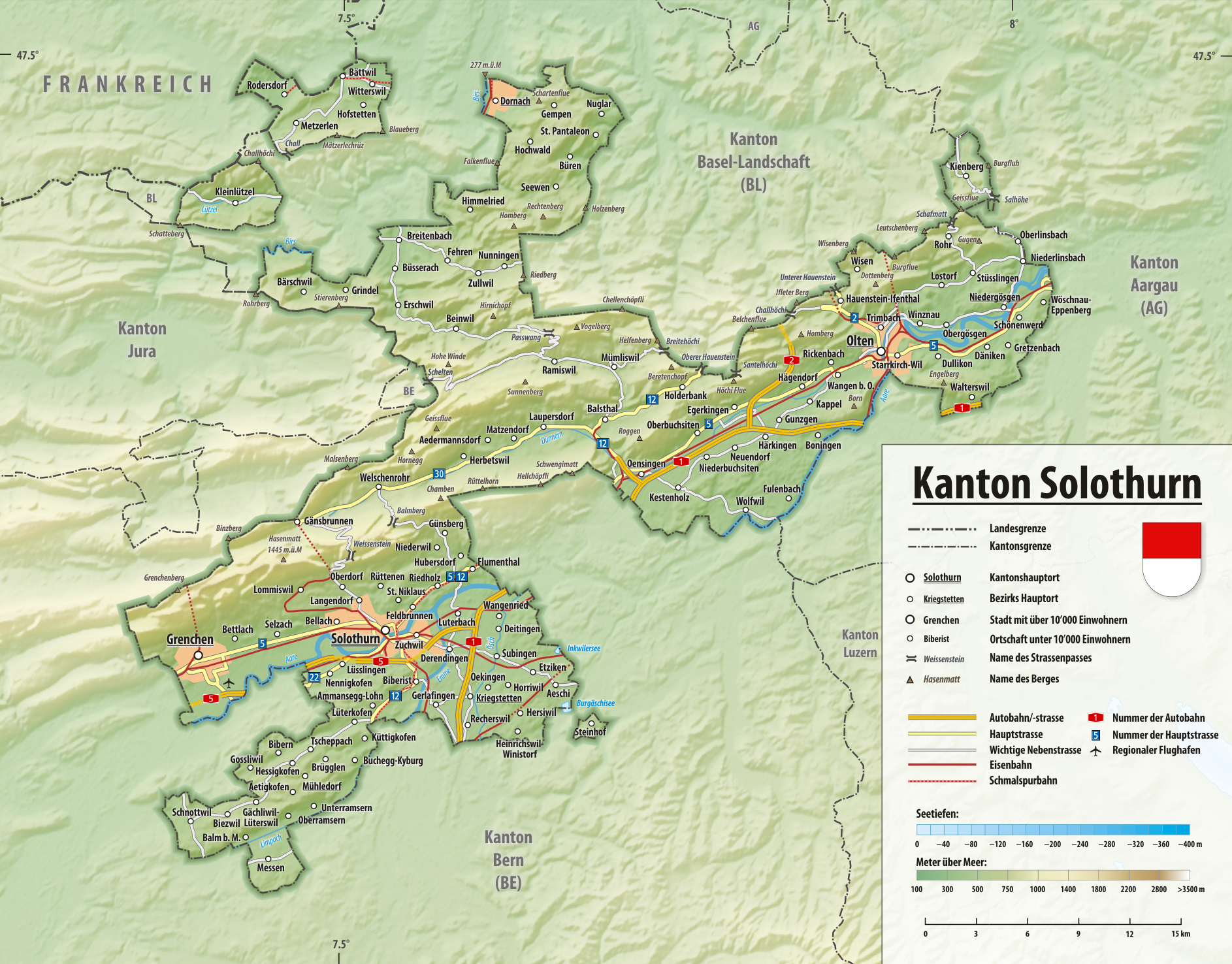
Topografisk karta

Solothurn gränsar i söder till kantonen Bern (kanton), i väster till Jura, i öster till Aargau samt Basel-Landschaft i norr. Exklaverna Kleinlützel och Leimental har även gräns mot Frankrike
Kantonen kan ses som tredelad genom Jurabergens markanta sydkam och området Wiedlisbach-Niederbipp tillhörande kantonen Bern:
- I Jurabergen och norr därom ligger distrikten Dorneck, Thierstein och Thal liksom kommunen Kienberg (i Gösgen).
- I sydväst ligger oberer Kantonsteil (övre kantonsdelen) med distrikten Solothurn, Lebern, Wasseramt och Bucheggberg.
- Distrikten Gäu, Olten och Gösgen i öster, längs Aares och Dünnerns dalgångar från Oensingen till Aaraus stadsgräns kallas ofta unterer Kantonsteil, alltså den nedre kantonsdelen.

Det tätbefolkade områdena söder om Jurabergen är till stor del flacka jordbruksområden med tillverkningsindustri och logistikanläggningar. Här ligger kantonens största kommuner: Olten, Solothurn och Grenchen.

### Kommunikationer
I Olten korsas huvudjärnvägarna Basel-Bern och Zürich-Olten-Solothurn-Grenchen-Biel. Den sistnämnda förbinder kantonens befolkningscentra söder om Jura. I Jurabergen finns ofta postbussar till järnvägsstationer på linjerna Basel-Laufen, Solothurn-Moutier och Oensingen-Balsthal. 
Söder om Jurabergen är de viktigaste motorvägarna A1 (Biel-Grenchen-Luterbach) och A5 (Bern-Luterbach-Aarau-Zürich), medan A7 leder genom Jurabergen till Basel. Huvudvägar genom Jura är Balsthal-Moutier (huvudväg 30), Oensingen-Balsthal-Basel (huvudväg 12) och Balsthal-Büsserach (Passwangstrasse).

## Historik

### Tidig historia
Området införlivades i romarriket efter Julius Caesars fälttåg. Romarna organiserade jordbruket, byggde vägar, även genom Jurabergen, och grundade städerna Solothurn och Olten.
När romarna dragit sig tillbaka, bosatte alemanner sig i stora delar av det nuvarande kantonsområdet, en västlig del fick dock en romersk-burgundisk kultur. I mitten av 500-talet erövrades området av frankerna. Klostren Schönenwerd och Sankt Ursus omnämns år 778 respektive 870. Efter Frankerrikets delning kom området till Övre Burgund och sedan till Tyskromerska riket. Från 1000-talet syns en feodal splittring, men när adelsfamiljerna försvagades blev Solothurn år 1218 riksstad.

### Territoriell expansion

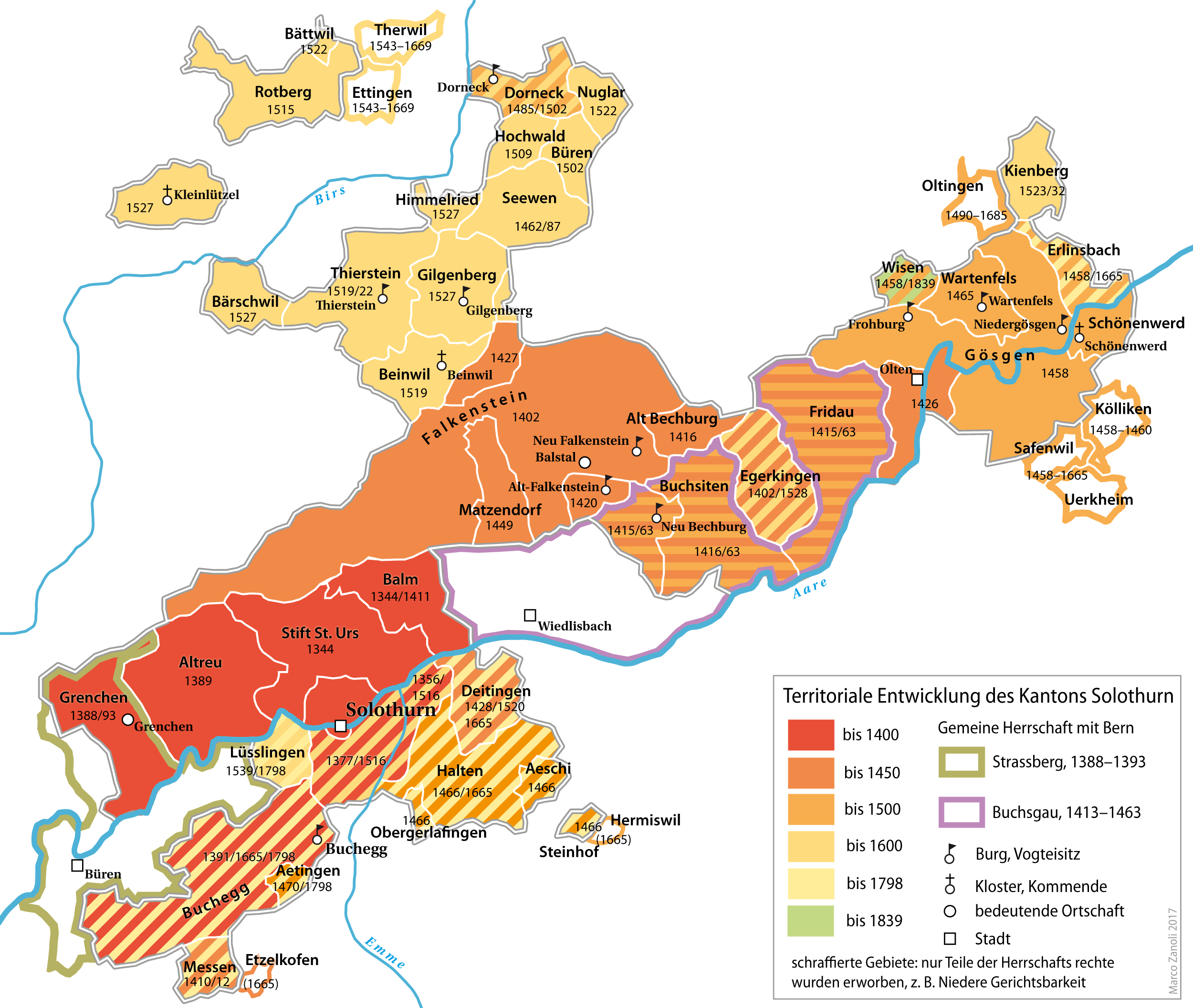
Kantonsområdets utveckling

Kantonsområdet uppstod genom Solothurns territorialpolitik under senmedeltiden och 1500-talet. Eftersom de näraliggande, starkare städerna Bern och Basel också ville expandera, så fick Solothurn inrikta sig på områden som inte prioriterades av dem. Solothurn blev medlem i Edsförbundet år 1481. Vid reformationen förblev nästan hela området romersk-katolskt, endast Bucheggberg reformerades. 
Genom soldatvärvningarna vid den franska ambassaden i Solothurn uppstod mäktiga officersfamiljer. Denna aristokrati styrde kantonen under 1600- och 1700-talen. 

### Napoleontiden och restaurationen
- År 1798 erövrades Edsförbundet av Frankrike och den centralistiska Helvetiska republiken inrättades. Detta utgjorde ett brott med det förflutna: Allmän rösträtt, parlament, invånarkommuner och gemensamt myntväsen infördes. Medborgarna fick lika rättigheter. Feodalskatter avskaffades. Stat och kyrka skildes åt. Radikaliteten, ekonomiska problem och krigsskatterna gjorde dock republiken impopulär.
- 1803 ersattes den centralrepubliken genom Napoleons Mediationsakt som återinförde kantonernas suveränitet. Även kyrkans och skrånas gamla rättigheter återinfördes. Staden Solothurn återfick rätten till skogar och fäbodar. Underskiktet förlorade sin rösträtt och staden Solothurn privilegierades politiskt, men lantbefolkningen behöll ändå inflytande över kantonens styrelse.
- I januari 1814 lyckades aristokratin, trots uppror från landsbygden och Olten, genomföra en reaktionär statskupp. Solothurns patricierfamiljers inflytande restaurerades, genom att stadens skrån fick särskilda rättigheter minskade konkurrensen, soldatvärvningarna återinfördes. Jordbruket, kantonens huvudnäring, förändrades mot en utökad boskapsskötsel men tiondeskyldigheter och föråldrade bestämmelser försvårade processen.[3]

### Regenerationen
Efter julirevolutionen upphörde soldatvärvningarna, dessutom började befolkningen visa missnöje med restaurationsregeringen. Vid ett möte (Volkstag) i Balsthal den 22 december 1830 med 2500 människor krävdes att makten i kantonen skulle utgå från folket. År 1831 fick kantonen en liberal-demokratisk författning med allmän rösträtt, ekonomisk frihet, yttrandefrihet och rätt för alla invånare att bekläda offentliga ämbeten. De två första åren leddes regeringen av den liberal-konservative Ludwig von Roll. Med den 1833 valde liberale Josef Munzinger som rådsordförande fick bönderna rätt att lösa tiondena medan skolor, militär och vägväsen reformerades. Under ledning av advokaten Johann Baptist Reinert infördes en ny civillagstiftning. När den liberala kantonsregeringen vid en folkomröstning i januari 1841 fruktade oroligheter lät den fängsla ledande konservativa politiker och stänga ett tryckeri. Politikerna dömdes senare till fängelsestraff och till att betala höga processkostnader  Under 1840-talet medverkade solothurnare i de paramilitära Freischarenzüge mot det katolskt-konservativa Luzern. I det efterföljande Sonderbundkriget stod kantonen på Edsförbundets sida.

### I förbundsstaten
Josef Munzinger blev Schweiz första finansminister och dess tredje president.
Runt 1850 började området industrialiseras, tidigast i Olten och Grenchen. Nu anlades också flera järnvägar.
Politiskt övertog den radikala (eller röda) riktningen runt Wilhelm Vigier initiativet. Man eftersträvade en fördjupad demokrati och en mer socialliberal politik. Kantonsförfattningen från 1856 införde folkomröstning om lagar som beslutats i kantonsrådet, efter ingången petition med 3000 underskrifter. Kommunaltjänstemän och lärare valdes direkt av kommuninnevånarna.
Under 1800-talets andra hälft fortgick konflikterna mellan liberala och katolskt-konservativa kretsar. År 1875 bröt en fraktion med påven och bildade den gammalkatolska kristkatolska kyrkan. 
Politiken dominerades länge av liberalerna som från 1896 till 1985, med undantag för valet 1945, fick minst 40% av rösterna.
1965 fanns 69'488 arbetsplatser i industrisektorn och 28'929 i tjänstesektorn. Genom de ekonomiska kriserna på 1970- och 1990-talen och en accelererande strukturomvandling har den lokala industrins betydelse minskat och 2005 fanns 39'188 arbetsplatser i industrisektorn och 70'464 i tjänstesektorn.

## Turism och sevärdheter

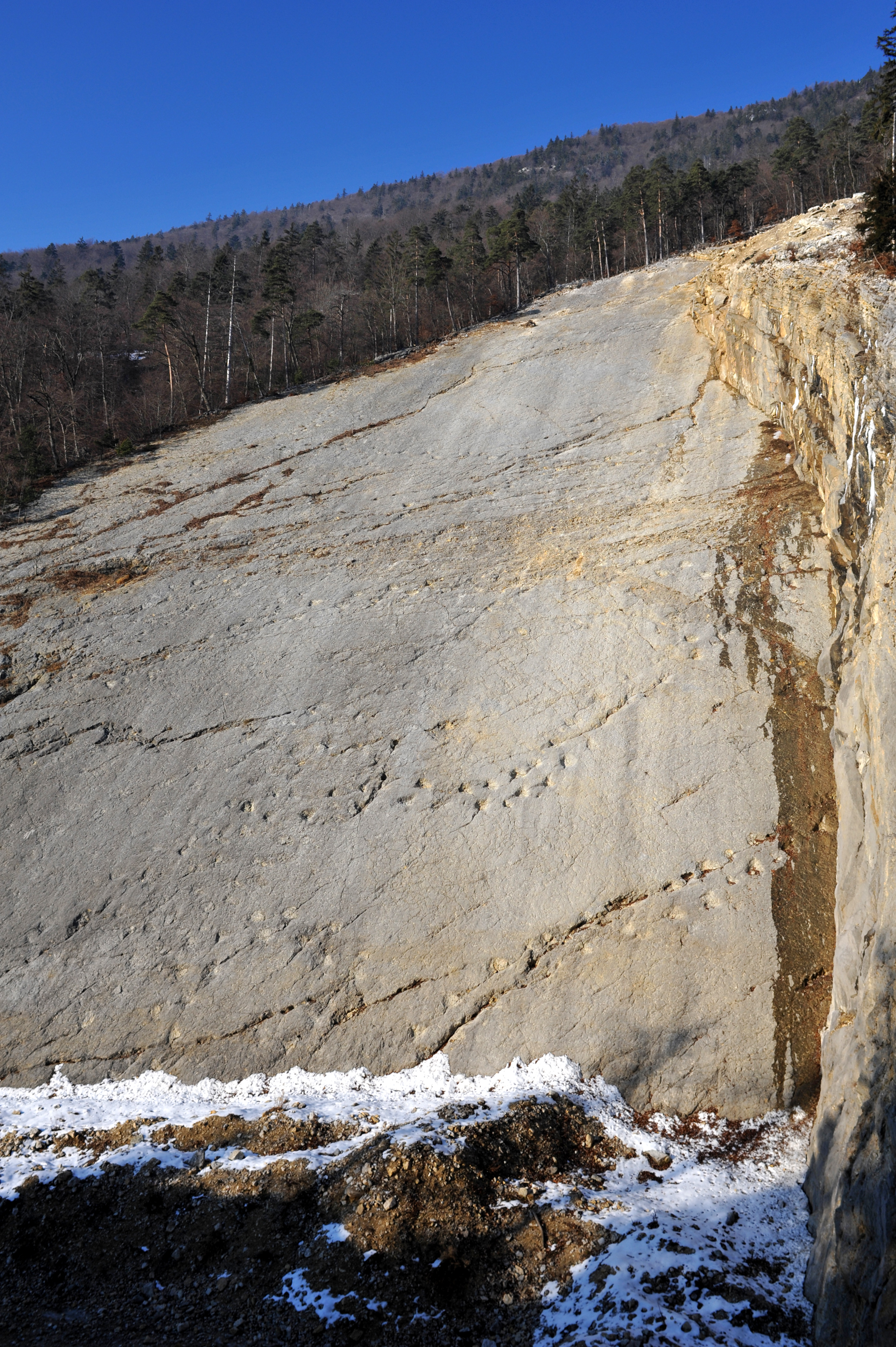
Dinosaurierspår vid Lommiswil

I kantonen har turismen länge varit av underordnad betydelse. Man strävar att öka antalet övernattningar. Några sevärdheter:
- Staden Solothurn med byggnadsminnen och kulturevenemang
- I Jurabergen finns lätta till medelsvåra vandringsvägar.
- I ett nedlagt kalkstenbrott i skogen ovanför Lommiswil kan man med blicken följa dinosauriespår i Jurasedimenten.[5]
- Dornach med Goetheanum och borgruin